# Belenus (genus)
Belenus is een geslacht van wantsen uit de familie van de Tingidae (Netwantsen). Het geslacht werd voor het eerst wetenschappelijk beschreven door William Lucas Distant in 1909.

## Soorten
Het genus bevat de volgende soorten:

- Belenus adocetus Drake, 1957
- Belenus angulatus Distant, 1909
- Belenus bengalensis Distant, 1909
- Belenus davidii Livingstone, 1972
- Belenus dentatus (Fieber, 1844)
- Belenus eupetes Drake & Ruhoff, 1965
- Belenus laplumei (Schouteden, 1916)
- Belenus parvicollis Linnavuori, 1977
- Belenus thomasi Drake, 1957